# Strongylognathus destefanii
Strongylognathus destefanii é uma espécie de insecto da família Formicidae.
É endémica de Itália.